# Йоганн Каспар фон Ампрінген
Йоганн Каспар фон Ампрінген (нім. Johann Caspar von Ampringen; 1619 — 9 вересня 1684, Вроцлав) — великий магістр Тевтонського ордену між 1664 та 1684 роками.

## Біографія
Йоганн Каспар був сином Йоганна Крістофа фон Ампрінгена і Сюзанни фон Ландсберг.
Йоганн Каспар був Королівським Верховним капітаном Сілезії та австрійським губернатором в Угорському королівстві. З 1664 він перебував у Відні на посаді великий магістр Тевтонського ордена, а 12 березня 1665 офіційно приймає на себе всі права та обов'язки магістра. 4 листопада 1682 року отримує титул чеського князя, а 10 листопада 1682 — титул князя Імперії «князь фон Фройденталь». На посаді великого магістра провів обширну реконструкцію замку ордена Фройденталь.
В 1684 році Йоганн Каспар вмирає в Бреслау як останній представник роду фон Ампрінген. Похований в орденській кірсі в Фройденталі.
Попередник: Карл Йозеф Австрійський
Наступник: Людвіг Антон фон Пфальц